# Umasbamba
Umasbamba est un village péruvien de la région de Cuzco dans la province d'Urubamba et dans le district d'Urubamba